# Tämnaren
Tämnaren är en slättsjö i Heby kommun, Tierps kommun och Uppsala kommun i Uppland och ingår i Tämnaråns huvudavrinningsområde. Sjön är 1,7 meter djup, har en yta på 32,6 kvadratkilometer och befinner sig 35 meter över havet. Tämnaren är Upplands största insjö (Mälaren undantagen). Tämnaren ligger i Tämnaren öst Natura 2000-område och skyddas av habitat- och fågeldirektivet. Sjön avvattnas av vattendraget Tämnarån. Vid provfiske har en stor mängd fiskarter fångats, bland annat abborre, björkna, braxen och gärs.
Sjön ligger ca 4 mil nordväst om Uppsala, mellan Björklinge, Månkarbo och Östervåla. Sjön avvattnas av Tämnarån till Lövstabukten (Bottenhavet). Tämnarens största tillflöde är Vretaån eller Harboån (även kallad Huddungeån i sitt övre lopp), andra större tillflöden är bland andra Åbyån. Inga större orter ligger kring sjön. Två gånger har sjön sänkts för att göra omgivande marker odlingsbara: på 1870-talet med 1,1 meter, sedan ytterligaren en gång 1950 med 40 centimeter. 1977 höjdes sjöns yta med 25 centimeter i samband med att Uppsala stad började använda sjön som vattentäkt.
Vatten pumpas från Tämnaren över i Fyrisån för att senare pumpas upp ur Fyrisån igen, infiltreras i Uppsalaåsen och efter rening användas som dricksvatten i Uppsala stad.
Delar av Tämnaren ingår i ett Natura 2000-område.

## Fiske
Tämnaren är en populär fiskesjö. Fiskutbudet är brett, det mest utbredda fisket är formodligen efter gädda, abborre och gös. Det finns även gott om braxen, mört, sutare och så vidare, men fisket av vitfisk kan antagligen sägas vara de minst beprövade. Eftersom man vet att det finns en stor mängd relativt stor vitfisk, bland annat från nätfångst och den fiskdöd som inträffat vid ett antal tillfällen vid syrebrist, anser somliga att dessa arter kan ha en stor outforskad sportfiskepotential.
Gäddfångster på omkring 10 kg är inte ovanliga, speciellt vid isfiske före leken. Abborrfångster på 1,5 kg kan ses som relativt stort men inte helt ovanligt i sjön.
Vid fiske med drag måste hänsyn tas till den relativt dåliga sikten på grund av det ofta grumliga vattnet.

## Fisk
Vid provfiske har följande fisk fångats i sjön:
- Abborre
- Björkna
- Braxen
- Gärs
- Gädda
- Gös
- Löja
- Mört
- Sarv
- Sutare

### Vår
Vår och försommar är trollingfiske och spinnfiske efter gädda vanligt. Gäddtrolling görs gärna vid Harboåns utlopp i Sörsjön, den sydligaste delen av Tämnaren.

### Sommar
Gäddtrolling i Harboån är vanligt, dock börjar trolling i själva sjön vanligen kompliceras på grund av den ökande växtligheten. Spinnfiske efter abborre blir fördelaktigare vid den stigande vattentemperaturen. Ett antal stengrund är populära platser för fisket efter abborre vilka även kan ge gädda.

### Höst
Avtagande spinnfiske av abborre till följd av den sjunkande vattentemperaturen. Gäddfisket når förmodligen sin topp på senhösten, framför allt genom trolling, spinnfiske och gäddmete i och omkring tidigare nämnda Sörsjön.

### Vinter
Tämnaren har ett ganska utbrett isfiske. Isfiske med angeldon efter gädda är mycket vanligt men även pimpelfiske är populärt.

## Långfärdsskridsko
Tämnaren är en populär premiärsjö för långfärdsskridskoåkare i östra Svealand, därför att den på grund av sitt ringa djup fryser mycket tidigt på hösten. Det händer att premiärturer åks i oktober.

## Delavrinningsområde
Tämnaren ingår i delavrinningsområde (667377-158330) som SMHI kallar för Utloppet av Tämnaren. Medelhöjden är 40 meter över havet och ytan är 108,97 kvadratkilometer. Räknas de 29 avrinningsområdena uppströms in blir den ackumulerade arean 693,08 kvadratkilometer. Avrinningsområdets utflöde Tämnarån (Vretaån) mynnar i havet. Avrinningsområdet består mestadels av skog (37 procent) och jordbruk (24 procent). Avrinningsområdet har 32,51 kvadratkilometer vattenytor vilket ger det en sjöprocent på 29,8 procent.